# Boadilla del Camino
Boadilla del Camino è un comune della Spagna, situato nella comunità autonoma di Castiglia e León.
Il paese si trova nella stepposa regione della Meseta Settentrionale detta Tierra de Campos in provincia di Palencia dalla quale dista 35 km. Il Codex calixtinus lo nomina tra i paesi attraversati nella sesta tappa del Camino Francés verso Santiago de Compostela che terminava al vicino centro di Frómista.

## Etimologia del nome
Le interpretazioni sull'origine del toponimo Boadilla e su quello degli altri paesi della zona con lo stesso nome sono diverse. Si pensa che Boadilla sia il diminutivo di Bovada, dal latino Bovata, che in Europa era usato come misura di superficie pari a circa 7 ettari, e cioè quanto si può arare in un giorno utilizzando una coppia di buoi. Però si obietta che questo termine non sia mai stato usato in Spagna e  alcuni fanno invece riferimento al latino  aqua bovata dal significato di acqua stagnante, laguna, o anche pozzanghera, terreno pantanoso. Poiché non esistono né risulta siano mai esistite lagune o paludi nel territorio di Boadilla del camino, si pensa ad una sorgente che nei tempi passati si trovasse in questa località.
Il termine camino è dato dalla presenza del Camino de Santiago, che a partire dal X secolo, stabilizzandosi la frontiera fra cristiani e musulmani sul Duero, veniva percorso dai pellegrini diretti al santuario di Compostella. La presenza di questa importante e frequentata strada di pellegrinaggio ebbe diverse conseguenze sociali ed economiche e diede al paese una certa rinomanza che portò gli abitanti ad associare la parola Camino al nome della cittadina così da distinguerla dai paesi vicini con lo stesso nome.

## Economia
L'economia della zona è basata sull'agricoltura su un terreno per circa 2/3 arido e coltivato a cereali e per la restante parte irrigato e coltivato oltre che a cereali a mais e ai girasoli. A causa del numero sempre crescente di pellegrini e turisti che percorrono ancora oggi il Camino de Santiago sono in aumento le iniziative economiche legate a questa presenza; quindi alloggi e punti di ristoro. Nonostante questo il paese è in forte decremento  demografico.
La diminuzione della sua popolazione ha avuto inizio a partire dalla seconda metà del XIX secolo quando pur non essendo un grosso centro contava intorno ai 630 abitanti con circa 650 edifici fra case, alberghi ed altro contro i 190 abitanti e i 325 edifici del 2000 e i 175 abitanti del 2001 con una percentuale di anziani di età superiore ai 65 anni di circa il 30%.

## Storia

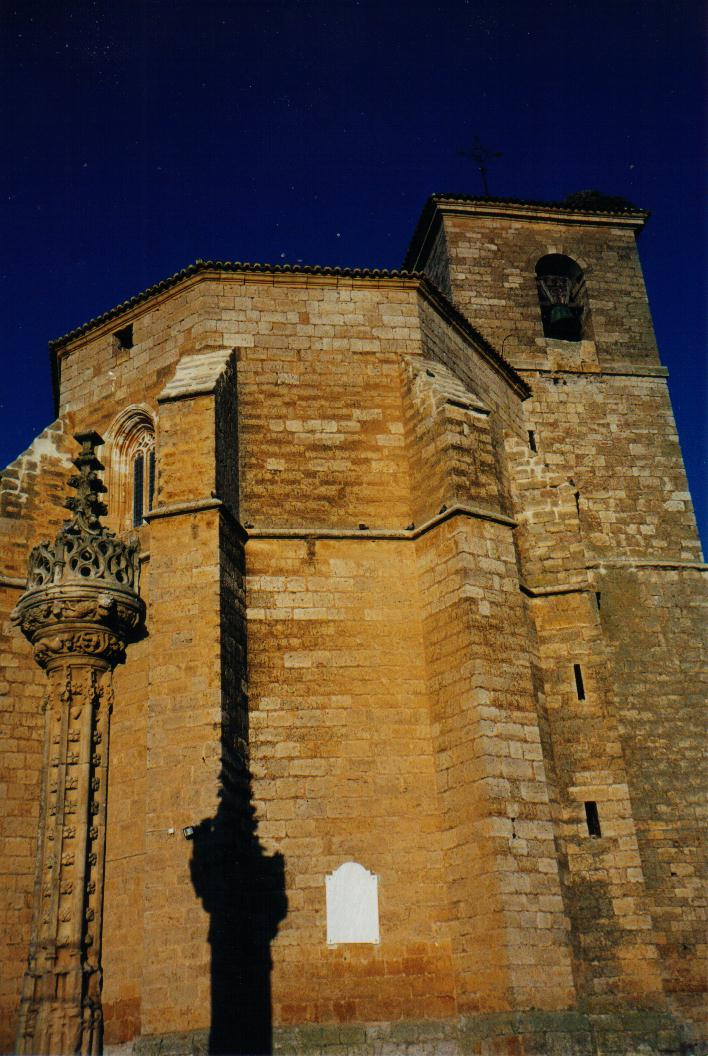
La chiesa di Boadilla con il Rollo Jurisdicional

Il territorio di Boadilla fu abitato fin dalla preistoria da popolazioni celtiberiche sostituite poi dai Romani che s'installarono in tutta la Spagna a partire dal 206 a.C. dopo la vittoria sui Cartaginesi.
Alla dissoluzione dell'Impero Romano d'Occidente la Spagna fu attraversata da popoli germanici diretti verso sud. Nella Spagna centro settentrionale si fermarono i Visigoti, sostituiti a lo5ro volta dagli Arabi-Berberi sbarcati a Gibilterra nel 711.
Il popolamento delle terre palentine cominciò nel IX secolo e Boadilla, per concessione di Garci Fernandez conte di Castiglia nel 970, ebbe il Fuero, cioè lo statuto che permetteva, entro certi limiti, al comune di essere autonomo, stabilendo la tassazione e i confini della giurisdizione. Contemporaneamente   ricevette il fuero anche melgar de Suso del quale fino ad allora Boadilla era stata una frazione.
Nel X secolo inizia il passaggio dei pellegrini verso Santiago e Boadilla si attrezza per accoglierli, traendone notevoli vantaggi. Nel XII secolo nelle Terre Palentine si formano le merindades (podesterie) e le diverse località vengono governate da un podestà.
Nel XIV secolo, soprattutto per il timore di diffusione della peste nera e per la diminuzione del fervore religioso cattolico che precede la nascita del protestantesimo, diminuisce l'interesse per i luoghi di pellegrinaggio e il camino di Santiago inizia il declino che lo porterà quasi al totale abbandono, fino alla riscoperta degli anni '70 del secolo scorso.
Nel 1753 inizia la costruzione del canale di Castiglia che sarà finito un secolo più tardi nel 1849. A differenza di altre località vicine l'agricoltura di Boadilla non ne ebbe benefici. Nemmeno l'arrivo della ferrovia e le migliori possibilità di comunicazioni portarono ad un reale sviluppo del commercio e a qualche insediamento industriale, iniziò anzi quel processo di calo della popolazione che continuerà ad accentuarsi. Ancora nella prima metà del secolo XX l'agricoltura non era meccanizzata, la produttività era molto bassa e l'industria nel 1957 era rappresentata soltanto da una piccola birreria e fabbrica di bevande gassate e da una Tahona cioè un mulino mosso da cavalli.

## Monumenti
La chiesa di Santa Maria fu costruita nei secoli XV-XVI su una precedente chiesa romanica e modificata nel XVIII.
Lo splendido Rollo jurisdicional gotico del XV secolo, che sorge nel centro della piazza del paese celebrava la concessione dell'autonomia giudiziale al paese ed esercitava le funzioni della colonna infame, ad essa infatti venivano incatenati ed esposti alla pubblica gogna le persone che avevano commesso un reato ed erano in attesa di essere giudicati, era anche il posto dove si eseguivano pubblicamente le condanne.

## Feste
Nei giorni dal 13 al 15 giugno c'è una festa dedicata a Sant'Antonio da Padova.